# Villers-Saint-Christophe
Villers-Saint-Christophe är en kommun i departementet Aisne i regionen Hauts-de-France i norra Frankrike. Kommunen ligger  i kantonen Saint-Simon som ligger i arrondissementet Saint-Quentin. År 2022 hade Villers-Saint-Christophe 419 invånare.

## Befolkningsutveckling
Antalet invånare i kommunen Villers-Saint-Christophe
Referens: INSEE